# Kevin Bray
Kevin Gerald Bray (...) è un regista e produttore televisivo statunitense.

## Biografia
Nella pubblicità, diresse spot pubblicitari per la Nike, Inc., Puma e per la Verizon Communications.

## Filmografia

### Regista

#### Cinema
- All About the Benjamins (2002)
- A testa alta (Walking Tall) (2004)
- Linewatch - La scelta (Linewatch) (2008)

#### Televisione
- Cold Case - Delitti irrisolti (Cold Case) – serie TV, 12 episodi (2004-2009)
- Law & Order: Criminal Intent – serie TV, episodi 7x15-7x20-9x06 (2008-2010)
- White Collar – serie TV, 4 episodi (2009-2013)
- Burn Notice - Duro a morire (Burn Notice) – serie TV, episodi 3x13-4x05-4x08 (2010)
- Suits – serie TV, 12 episodi (2011-2016)
- Person of Interest – serie TV, episodi 1x20-4x13 (2012-2015)
- Black-ish – serie TV, 8 episodi (2015-2022)
- Empire – serie TV, episodi 2x05-3x07 (2015-2016)
- Insecure – serie TV, 7 episodi (2016-2021)
- The Americans – serie TV, episodi 5x08-6x06 (2017-2018)
- Pearson – serie TV, episodi 1x01-1x08-1x10 (2019)
- Succession – serie TV, episodi 2x08-3x05 (2019-2021)
- The Patient – miniserie TV, 3 puntate (2022)
- Loot - Una fortuna (Loot) – serie TV, 4 episodi (2022-2024)
- Clipped – miniserie TV, 3 puntate (2024)
- The Penguin – miniserie TV, puntate 6-7 (2024)

### Produttore
- La bottega del barbiere (Barbershop), regia di Tim Story (2002)